# Test binomiale
Il test binomiale è un test non parametrico applicabile a variabili dicotomiche e campioni bernoulliani.

## Il test
Ipotizzando che nella popolazione un carattere sia presente nel p% dei casi,
allora il numero di volte x che compare in  un campione bernoulliano
di ampiezza n è distribuito come una variabile casuale binomiale.
Per saggiare il seguente test di verifica d'ipotesi:
{\displaystyle H_{0}:p=p_{0}}
si calcolano le probabilità dei valori risultati quando si assume che {\displaystyle H_{0}} sia vera.
Il Test indica quanto siamo ragionevoli a credere che le proporzioni (o frequenze) delle due categorie (rs. assenza o presenza del carattere) nel campione siano state tratte da una popolazione i cui valori ipotizzati siano {\displaystyle p_{0}} e  {\displaystyle 1-p_{0}}.
Per convenienza denotiamo il risultato {\displaystyle X=1} come presenza (o successo), e con {\displaystyle X=0} indichiamo  assenza (o insuccesso), in questo modo:
{\displaystyle Y=\sum _{i=1}^{n}X_{i}}
è il numero di successi (ovvero il numero di risultati in cui {\displaystyle X=1}), ed allora {\displaystyle Y\sim Bi(n,p)}.

## Osservazioni
Nel caso si tratti di campioni grandi e che il prodotto n·p sia sufficientemente grande, allora si può fare ricorso alla variabile casuale normale. Se p è così piccolo che anche per n grandi il prodotto n·p è piccolo, allora si può fare ricorso ad una variabile casuale poissoniana.
Quando il test binomiale viene applicato a variabili continue dicotomizzate allora ha una potenza-efficienza che va dal 95% per campioni molto piccoli a 2/π=63% nel caso di campioni grandi.